# Boxes (альбом Goo Goo Dolls)
Boxes — одиннадцатый студийный альбом американской рок-группы Goo Goo Dolls, изданный в 2016 году. Первый после A Boy Named Goo альбом группы без участия Майка Малинина, покинувшего Goo Goo Dolls в 2013 году. После релиза Boxes дебютировал на 27 строчке чарта Billboard 200, став первым (после Dizzy Up the Girl) за последние 18 лет альбомом группы, дебютировавшим ниже десятой строки.

## Список композиций
| №   | Название                           | Длительность |
| --- | ---------------------------------- | ------------ |
| 1.  | «Over and Over»                    | 4:07         |
| 2.  | «Souls in the Machine»             | 3:49         |
| 3.  | «Flood» (при участии Сидни Сирота) | 4:12         |
| 4.  | «The Pin»                          | 4:12         |
| 5.  | «Boxes»                            | 4:22         |
| 6.  | «Free of Me»                       | 3:35         |
| 7.  | «Reverse»                          | 4:13         |
| 8.  | «Lucky One»                        | 3:05         |
| 9.  | «So Alive»                         | 3:15         |
| 10. | «Prayer in My Pocket»              | 3:34         |
| 11. | «Long Way Home»                    | 3:34         |